# Magyaré
Magyaré a mai Balatonfüredbe már a középkorban beolvadt ősi magyar település. Történetének egyes részleteit, különös tekintettel az ottani birtokviszonyokra, okleveles forrásokból ismerjük. Neve a személynévként alkalmazott „magyar” népnév származéka lehet.

## Birtoktörténete
Első említése az almádi bencés monostor 1121-es alapítólevelében található meg. Az alapító Bánd fia, Ogiuz (Atyusz), az Atyusz nemzetség tagja, Magyaré faluban (in predio quod dicitur Mogioroi) földeket, erdőket, réteket, 4 háznép szolgát 2 ekealjnyi földdel, 5 szőlőt 5 szőlőművessel, 4 háznép szabadost és 1 halastavat adományozott a bencéseknek.
Az Atyusz nemzetség 1164-ben a Balaton-felvidéken a fennmaradt okiratok szerint tekintélyes birtokállománnyal rendelkezett. A nemzetség egy másik tagja, Miske ispán fia István, mivel fia nem volt, ugyancsak Magyaré faluban (predium quod dicitur Mogoroy) birtokot adományozott (1 ekealjnyi földdel, 2 szolgával, 4 szőlővel) unokaöccsének, Atyusz fiának. A faluban tehát a 12. század második felében több birtokos is lehetett; a bencések és az Atyusz nemzetség egyes tagjai.
Magyaré pontos helyét egy 1231. szeptember 4-i dátumra hamisított, és először egy 1392-es perben említett oklevél adja meg. Ez a tihanyi apátságnak Tihanyi-félszigeten kívüli birtokainak a határát rögzítette. E részletes leírás szerint, de Arács 1410-es megosztása szerint is, Magyaré közvetlenül határos volt Aráccsal, és attól keletre terült el.
Magyaré keleti határának leírása egy 1380. október 11-i oklevélből ismeretes, ugyancsak meglehetősen részletesen. Ebből azt is megtudjuk, hogy Magyaré falut más néven Sikach (Szikács) néven is ismerték. A dokumentum ezt a birtokot határolja el a veszprémi káptalan Csopak birtokától. 
A részletes határleírások készítését a birtokviták indokolták. Ezek egyik különösen véres epizódja 1364 júliusában történt, aratás idején. Ekkor a fennmaradt iratok szerint egy bizonyos „Ajkai Pál fia Péter, fiával Miklós literatussal, továbbá Hidegkúti Farkas, fiával Bereckkel - nemes familiárisaikkal, 11 ajkai, 33 arácsi, 2 füredi, 1 csopaki és 5 kövesdi jobbágyukkal együtt - rátörtek a veszprémi káptalan Csopak és Paloznak nevű birtokán fegyvertelenül és nekivetkőzve dolgozó jobbágyaira. A termést lovaikkal összegázolták, 4 jobbágyot, több jobbágyasszonyt és gyermeket fegyvereikkel megöltek, illetve lovaikkal agyontapostattak.”
A véres gyilkosságból hosszadalmas pereskedés támadt a veszprémi káptalan és a nemesek között. A fehérvári káptalan 1403. február 2-án kelt oklevele szerint végül is a bűnös nemesi családok, az Ajkaiak és a Hidegkútiak kötelezték magukat, hogy a 4 megölt paloznaki jobbágy vérdíjaként 120 aranyforintot fizetnek, átadják a káptalannak teljes kövesdi és csopaki birtokukat, valamint magyaréi földjeiket is.
Az Ajkaiak egy 1421. október 18-i okirat szerint már újra e földek birtokában voltak, eszerint ugyanis Ajkai Tamás fia Benedek – rokona, Ajkai Péter veszprémi várnagy és Veszprém vármegye alispánja, valamint szolgabírái előtt – „eltiltotta Fajszi Imre fia Gergelyt és fiát, Mihályt, továbbá ezeknek fajszi és hidegkúti jobbágyait szikácsi, más néven magyarébeli birtokaik elfoglalásától”.